# دش پار
دشیل "دش" رابرت پار (به انگلیسی: Dashiell Robert Parr)، یا کوتاه: دش پار) یک شخصیت خیالی در سری انیمیشن شگفت‌انگیزان محصول شرکت پیکسار است. این شخصیت توسط سازندهٔ انیمیشن شگفت‌انگیزان یعنی برد برد ایجاد شده و تاکنون در دو فیلم از این سری که شامل شگفت‌انگیزان و شگفت‌انگیزان ۲ می‌شود، حضور یافته‌است.
دش فرزند بزرگ هلن و باب پار است. او یک خواهر بزرگ‌تر و یک برادر کوچک‌تر از خودش دارد و همچون دیگر اعضای خانواده‌اش، یک ابرانسان است. ویژگی اصلی دش، سرعت بسیار بالای اوست. او می‌تواند با سرعت بسیار زیاد حتی در مسافت‌های طولانی بدود. به خاطر همین توانایی، ورزش مورد علاقهٔ او، دو و میدانی است. در قسمت نخست، اسپنسر فاکس به جای این شخصیت سخن گفت اما در قسمت دوم، صداپیشگی‌اش با هاک میلنر بوده‌است. دش پسربچه‌ای بسیار کنجکاو و پرانرژی است و روحیهٔ ماجراجویانهٔ بالایی نیز دارد.
دش به خاطر سن خود میل بسیاری به خودنمایی دارد و برای همین دوست دارد تا مدام از نیروهایش بهره‌گیری کند. همچنین مبارزه با «آدم بدها» از جمله کارهای مورد علاقه‌اش است. قانون منع فعالیت ابرقهرمان‌ها که باعث شد این افراد، پنهانی از نیروهای خود استفاده کنند از نظر دش یک قانون بی‌معناست و او درک نمی‌کند که چرا باید ویژگی‌های خود را مخفی نگه دارد. این شخصیت با واکنش بسیار خوب منتقدان و تماشاگران همراه شد و بسیاری آن را یکی از بهترین کاراکترهای ساخته شده توسط پیکسار می‌دانند.

## ساخت
اسپنسر فاکس در فیلم نخست در نقش دشیل «دش» پار سخن گفت. شخصیت دش اما در شگفت‌انگیزان ۲ توسط هاک میلنر صداپیشگی شد؛ چراکه صدای فاکس با گذشت سال‌ها دگرگون شده بود.

### شخصیت‌پردازی
دش به عنوان پسر بزرگ خانوادهٔ پار، دارای نیروی ابرقهرمانی سرعت است. دش یک‌پهلو و به گونه‌ای، دنبال بحث است و پافشاری دارد که نیروهای خود را به رخ دیگران بکشد. خشم و علاقه داشتن به جدال حتی با اعضای خانواده‌اش، از دید برخی یکی از جذابیت‌های انیمیشن نخست شد.
دش، همانگونه که هلن توصیف کرد، یک «پسر بسیار هماوردگرا و کمی خودنما» است. دش در فیلم نخست باور دارد که نباید از توانایی‌های خود شرمسار باشد و نیاز نیست که آنان را پنهان کند؛ چرا که می‌پنداشت باعث خاص بودن وی می‌شوند. جاشوا تایلر از سینمابلند، شخصیت دش را چنین توصیف کرد: «او کاملاً عاشق ابرقدرت‌هایش است، به گونه‌ای که هر کودکی اگر می‌دانست می‌تواند با سرعت صدا بدود، می‌بود.» و افزود که دش «دیوانهٔ ماجراجویی» است.
اگرچه دش با خواهرش وایولت دچار کشمکش‌هایی است، اما هنگامی که یکی از نیروهای سیندرم او را در فیلم نخست تهدید می‌کند، خشمگین‌وار از او دفاع می‌کند.

## نیروها و توانایی‌ها
دش دارای توانایی ابرانسانی دویدن یا جنبش با سرعتی بالا است. این نیرو، به او چنین توانی می‌دهد که حتی بدون غرق‌شدگی روی آب بدود.

## بازخوردها و نقدها
این شخصیت با واکنش بسیار خوب منتقدان و تماشاگران همراه شد و بسیاری آن را یکی از بهترین کاراکترهای ایجادشده توسط پیکسار می‌دانند.
در سال ۲۰۱۹، اسکرین‌رانت شخصیت‌های دارای ابرقدرت در فیلم‌های شگفت‌انگیزان را سنجید و دش را ششمین ابرانسان قوی فیلم دانست.